# علم سيراليون
يتكون علم سيراليون من ثلاثة أعمدة أفقية من الأعلى إلى الأسفل أخضر وأبيض وأزرق. رُفع العلم رسمياً في 27 إبريل 1961.

## التاريخ
وصل البريطانيون لأول مرة إلى ما يُعرف الآن بسيراليون في عام 1787، عندما حصل العبيد المحررين على 52 كيلومترًا مربعًا (20 ميلًا مربعًا) من الأراضي الواقعة بالقرب من جزيرة بونس. موقع المستوطنة هو المكان الذي تقع فيه فريتاون الآن. وأصبحت في عام 1808 مستعمرة تابعة للمملكة المتحدة. وتحت الحكم الاستعماري، استخدمت سيراليون الراية الزرقاء مع شعار، يتألف من دائرة بداخلها فيل وشجرة نخيل وتلال، إلى جانب حرفي "S" و"L" الذين تبدأ بهما اسم المستعمرة بالإنجليزية. وفي عام 1914 استخدمت سيراليون شعار نبالة خاص بها، وعدلت الراية الزرقاء لتعكس هذا التغيير.
في عام 1960، قامت كلية الأسلحة بصياغة علم وشعار جديدين لسيراليون، تحسباً لاستقلال المستعمرة في العام التالي. رُفع لأول مرة في منتصف ليل 27 أبريل 1961، وهو اليوم الذي أصبحت فيه سيراليون دولة مستقلة. بعد ذلك بعامين، أصدرت الحكومة قانونًا يجرم «إهانة» علم الدولة، بالإضافة إلى أعلام الدول «الصديقة».

## الرمزية
يشير اللون الأخضر إلى الموارد الطبيعية للبلاد خاصة الزراعة والجبال. بينما يرمز اللون الأبيض إلى الوحدة والعدالة. ويشيرر الأزرق للأمل في أن يُسهم ميناء فريتاون في بناء السلام العالمي.

## أعلام متشابة
العلم مشابه جدًا للعلم الرسمي لمقاطعة غالاباغوس، الإكوادور. الفرق بين الأعلام ضئيل للغاية، حيث يستخدم علم سيراليون ألوان أفتح من علم مقاطعة غالاباغوس. كما أنه مشابه جدًا لـ «علم إرني» الذي تستخدمه السفن على ممر شانون إرن المائي في أيرلندا.

## أعلام تاريخية
| العلم | التاريخ   | الاستخدام                                      | الوصف |
| ----- | --------- | ---------------------------------------------- | --- |
|       | 1889–1916 | علم مستعمرة ومحمية سيراليون                    | يتألف من حقل أزرق ودائرة بداخلها فيل وشجرة نخيل وتلال، إلى جانب حرفي "S" و"L" الذين تبدأ بهما اسم المستعمرة بالإنجليزية. وهو علم مشابه لأعلام ساحل الذهب الإنجليزي ومستعمرة ومحمية غامبيا |
|       | 1889–1916 | علم حاكم سيراليون                              | علم المملكة المتحدة يتوسطه الشعار الموجود على علم 1889–1916 |
|       | 1916–1961 | علم مستعمرة ومحمية سيراليون                    | يتألف العلم من حقل أزرق ودائرة بداخلها علم الاتحاد ونخيل الزيت ووشخص أفريقي يراقب سفينة تصل في الميناء                                                                                    |
|       | 1916–1961 | علم حاكم سيراليون                              | علم المملكة المتحدة يتوسطه الشعار الموجود على علم 1916–1961 |
|       | 1961–1971 | العلم الشخصي للملكة إليزابيث الثانية لسيراليون | أحد أعلام الملكة إليزابيث الثانية الشخصية، ويتألف من درع شعار سيراليون وعلم الملكة إليزابيث                                                                                               |
|       | 1961–1971 | علم الحاكم العام لسيراليون                     | |